# Elazığ (province)
La province d’Elazığ est une des 81 provinces (en turc : il, au singulier, et iller au pluriel) de la Turquie.
Sa préfecture (en turc : valiliği) se trouve dans la ville éponyme d’Elazığ.

## Géographie

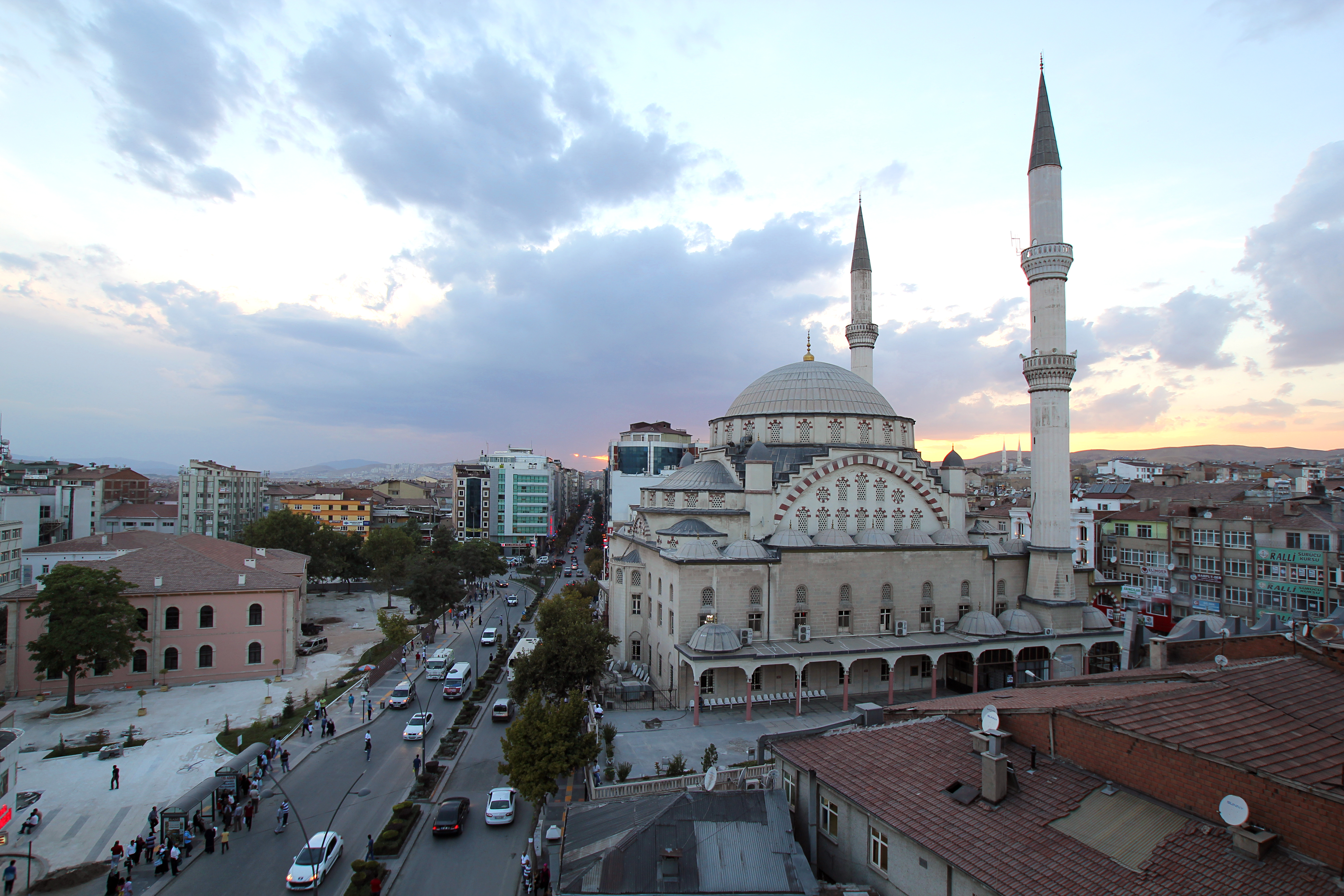
Mosquée Izzet Pacha dans le centre-ville

Sa superficie est de 9 153 km2.

## Population
Au recensement de 2007, la province était peuplée d'environ 541 258 habitants, soit une densité de population d'environ 64 hab./km2.
| 2000    | 2001    | 2002    | 2003    | 2004    | 2005    | 2006    | 2007    | 2008    |
| ------- | ------- | ------- | ------- | ------- | ------- | ------- | ------- | ------- |
| 517 551 | 521 467 | 524 710 | 527 774 | 531 048 | 534 467 | 537 954 | 541 258 | 547 562 |

| 2009    | 2010    | 2011    | 2012    | 2013    | 2014    | 2015    | 2016    | 2017    |
| ------- | ------- | ------- | ------- | ------- | ------- | ------- | ------- | ------- |
| 550 667 | 552 646 | 558 556 | 562 703 | 568 239 | 568 753 | 574 304 | 578 789 | 583 671 |

| 2018    | 2019    | 2020    | 2021    | 2022    | 2023    | - | - | - |
| ------- | ------- | ------- | ------- | ------- | ------- | - | - | - |
| 595 638 | 591 098 | 587 960 | 588 088 | 591 497 | 604 411 | - | - | - |

## Administration
La province est administrée par un préfet (en turc : vali)

## Subdivisions
La province est divisée en 11 districts (en turc : ilçe, au singulier) :
- Ağın
- Alacakaya
- Arıcak
- Baskil
- Elazığ
- Karakoçan
- Keban
- Kovancılar
- Maden
- Palu
- Sivrice